# Getakärr, Kungsbacka kommun
Getakärr är en sjö i Kungsbacka kommun i Halland och ingår i Viskan-Rolfsåns kustområde.